# جيمس كينغ (لاعب كريكت)
جيمس كينغ (3 مايو 1869 في المملكة المتحدة - 8 مارس 1948 في المملكة المتحدة) (بالإنجليزية: James King)‏ هو لاعب كريكت بريطاني (وحمل سابقاً جنسية المملكة المتحدة لبريطانيا العظمى وأيرلندا). لعب مع نادي مقاطعة ليسترشاير للكريكت ‏ ونادي مقاطعة ستافوردشاير للكريكت ‏.

## وصلات خارجية
- جيمس كينغ (لاعب كريكت) على موقع إي آس بي آن كريك إنفو (الإنجليزية)